# Jacinto Machado
Jacinto Machado est une ville brésilienne du sud de l'État de Santa Catarina.

## Géographie
Jacinto Machado se situe par une latitude de 28° 59′ 51″ sud et par une longitude de 49° 45′ 49″ ouest, à une altitude de 50 mètres.
Sa population était de 10 608 habitants au recensement de 2010. La municipalité s'étend sur 429 km2.
Elle fait partie de la microrégion d'Araranguá, dans la mésorégion Sud de Santa Catarina.

## Administration
La municipalité est constituée d'un seul district, siège du pouvoir municipal.

## Villes voisines
Jacinto Machado est voisine des municipalités (municípios) suivantes :
- Timbé do Sul
- Turvo
- Ermo
- Sombrio
- Santa Rosa do Sul
- Praia Grande
- Cambará do Sul dans l'État du Rio Grande do Sul